# Творог с льняным маслом

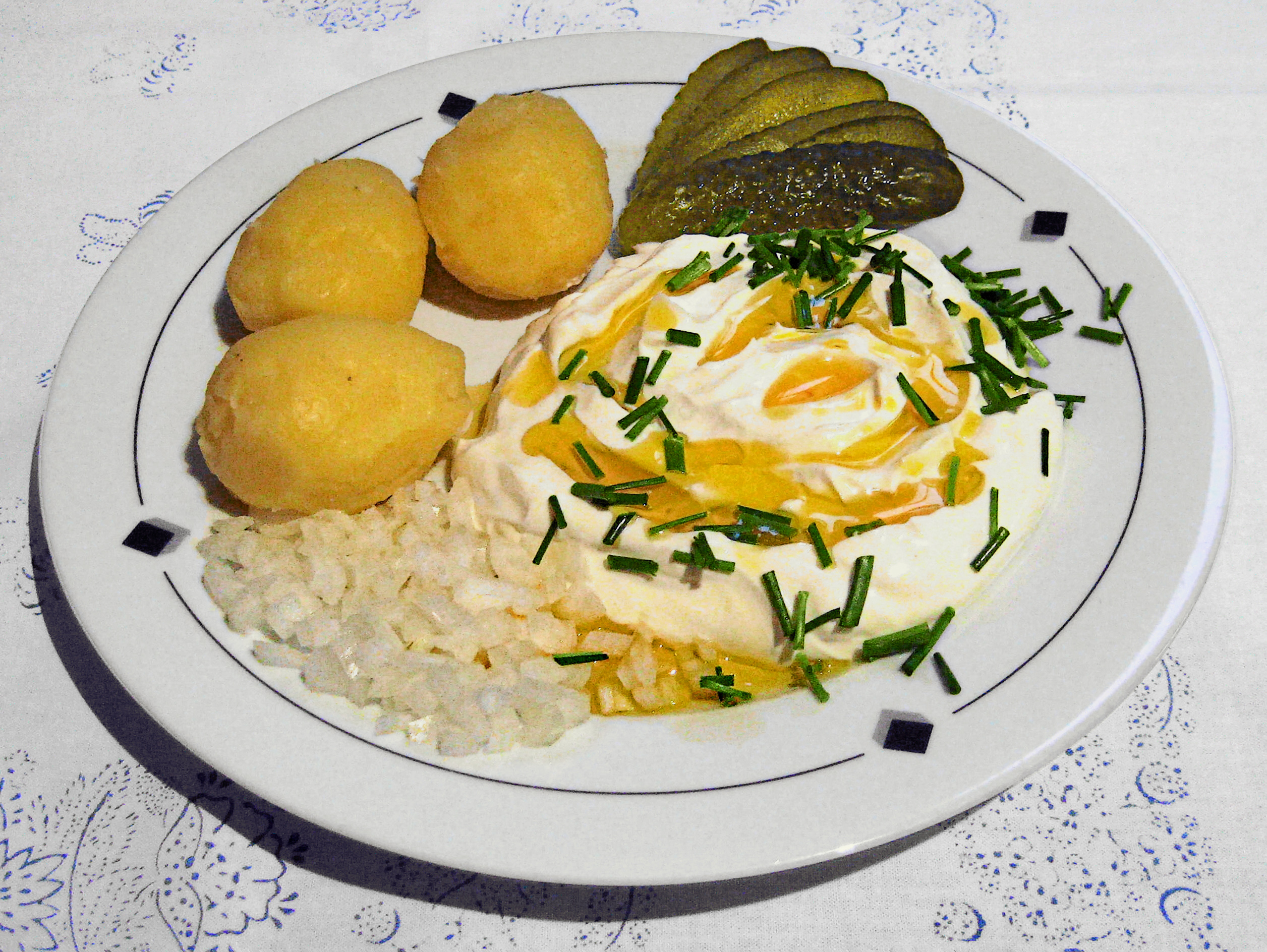
Творог с льняным маслом, сервированный с картофелем, отваренным в мундире, рубленым репчатым луком и маринованным огурцом

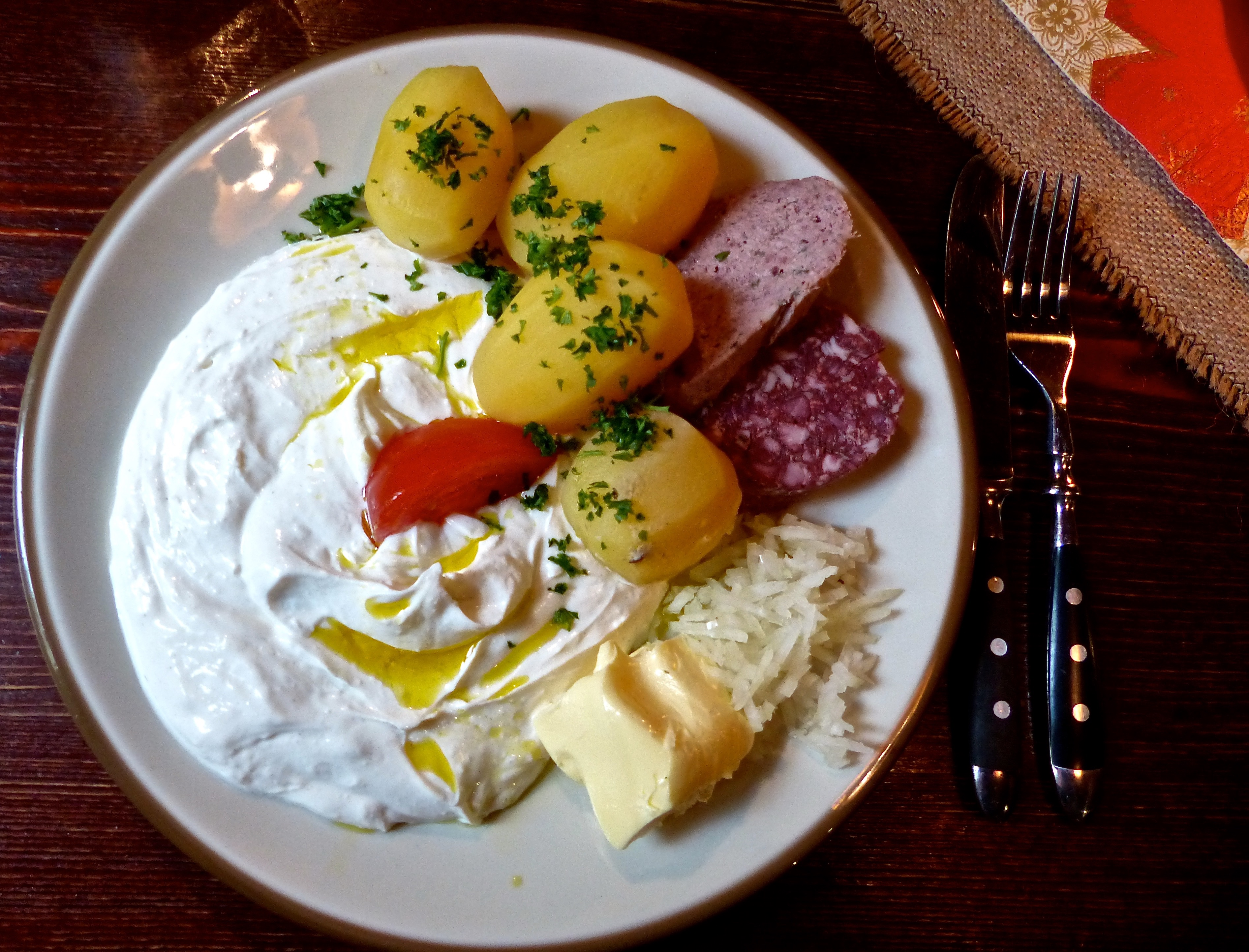
Творог с льняным маслом, сервированный по рецепту из Рудных гор с лебервурстом, кровяной колбасой и сливочным маслом

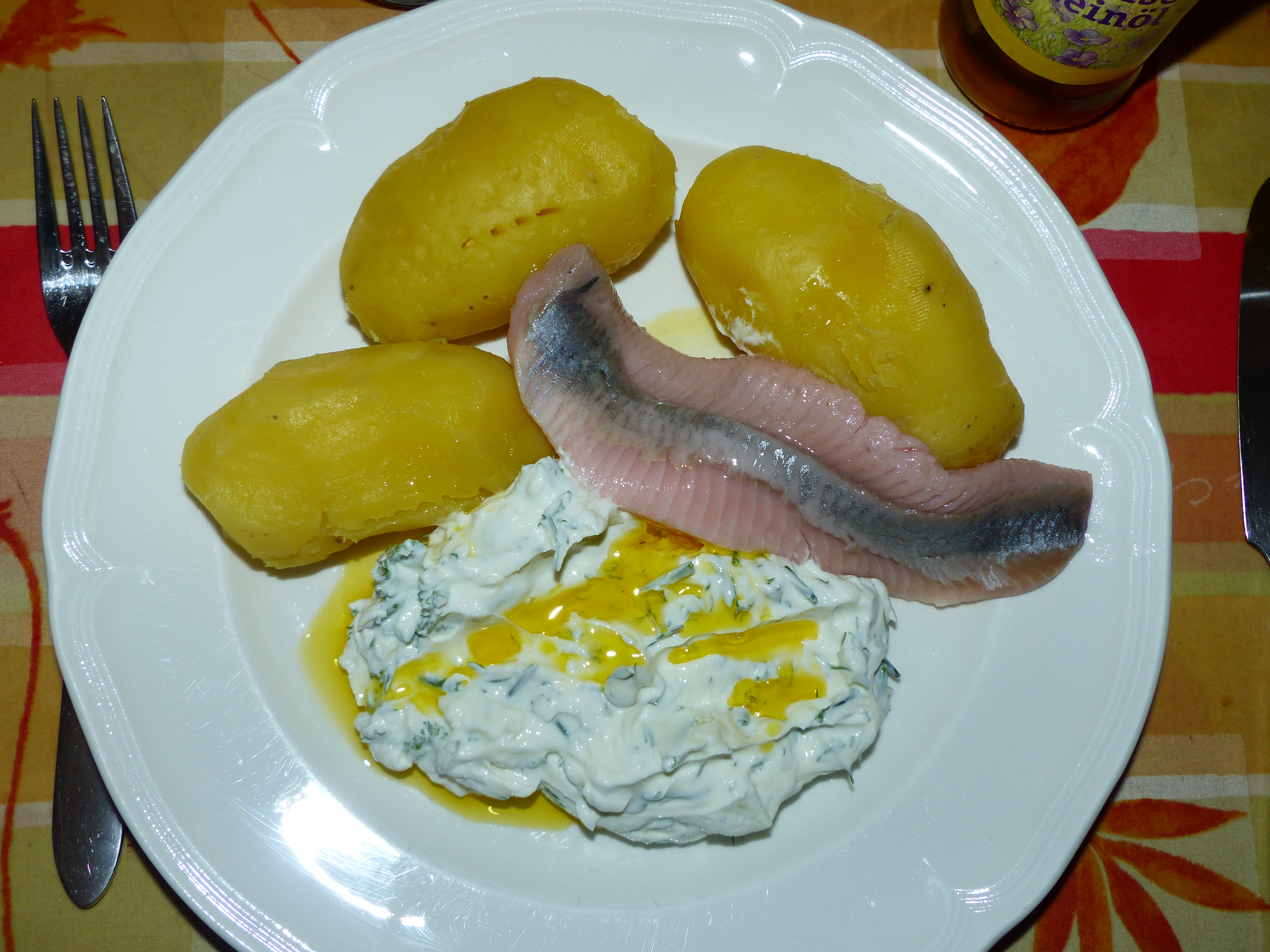
Берлинский вариант творога с льняным маслом, сервированного с маринованной сельдью

Творог с льняным маслом (нем. Quark mit Leinöl) — немецкое творожное блюдо с добавлением льняного масла. С точки зрения физиологии питания творог с льняным маслом является очень полезным блюдом: обезжиренный творог содержит менее 0,5 % животных жиров и 10 % ценных белков. Льняное масло содержит ненасыщенные жирные кислоты (в частности, альфа-линоленовую кислоту). Льняное масло в молочном блюде выступает в качестве консервирующего вещества. Подслащенный творог с льняным маслом едят на завтрак, он также является диетическим блюдом.
Творог с льняным маслом — обычно хорошо сдобренное пряностями главное блюдо, к которому в качестве гарнира подают картофель в мундире. Считается традиционным блюдом бедного населения в Лужице и в особенности в Шпревальде, но также известен в других регионах Саксонии, Бранденбурга и Силезии. В региональной лужицкой пословице утверждается, что лужичане сильны, потому что едят творог с льняным маслом.
Для приготовления блюда мягкий обезжиренный творог или молодой сыр смешивают с молоком, приправляют солью, чёрным перцем, тмином и мелкорубленной петрушкой. Перед подачей на стол в полученную массу добавляют льняное масло холодного отжима и сразу перемешивают. Благодаря масляному слою на твороге блюдо дольше хранится, что было важно в летнее время. В настоящее время в творог помимо молока добавляют немного сметаны. В Лужице вместо петрушки в творог или при сервировке в углубление на творожной массе на тарелке добавляют рубленый шнитт-лук, который поливают льняным маслом. Из Лужицы блюдо добралось до Берлина, но в берлинской кухне его готовят только из творога и льняного масла со щепоткой соли. Картофель в мундире в качестве гарнира к творогу с льняным маслом подают охлаждённым или комнатной температуры. Предприятия общественного питания в Германии подают творог с льняным маслом также с отварным картофелем и сервируют блюдо маринованными огурцами, капсикумом и свежими помидорами. Иногда творогом с льняным маслом мажут свежий чёрный хлеб. В шахтёрских семьях в Рудных горах творог с льняным маслом и картофелем для сытности дополняли лебервурстом, кровяной колбасой, сливочным маслом или жареной сельдью в маринаде. В Берлине к творогу с льняным маслом нередко подают маринованную сельдь.
Творог с льняным маслом на завтрак готовят как кремообразную массу, и её требуется размешать так, чтобы не было видно масла, и можно употреблять как сладкой, так и солёной. В сладком варианте творог сервируют с мелконарезанными фруктами, сушёной ягодой и рублеными орехами. Немецкая диетолог и фармаколог Йоханна Будвиг рекомендует зернёный творог с льняным маслом в своей диете. Известно также, что по рекомендации личного диетолога Констанции Манциарли творог с льняным маслом наряду с пшённой кашей и рублеными грибами входил в последние месяцы войны в диету Гитлера. По воспоминаниям секретаря Гитлера Траудль Юнге, фюрер испытывал странную страсть к льняному маслу и поливал им печёный картофель с творогом.